# Carthage (délégation)
Pour les articles homonymes, voir Carthage (homonymie).
Carthage est une délégation tunisienne dépendant du gouvernorat de Tunis.
En 2004, elle compte 20 715 habitants dont 10 321 hommes et 10 394 femmes répartis dans 5 640 ménages et 6 432 logements.
Elle comporte un certain nombre de quartiers dont :
- Amilcar ;
- Carthage Byrsa ;
- Carthage Plage ;
- Carthage Présidence ;
- Cité de la STEG ;
- Cité Mohamed-Ali ;
- El Yasmina ;
- Salammbô ;
- Sidi Bou Saïd.

## Secteurs
La délégation est constituée de six secteurs :
| CGT      | Secteurs         |
| -------- | ---------------- |
| 11 51 51 | Sidi Bou Saïd    |
| 11 51 52 | Amilcar          |
| 11 51 53 | Carthage Byrsa   |
| 11 51 54 | Carthage Plage   |
| 11 51 55 | Le Jasmin        |
| 11 51 56 | Cité Mohamed-Ali |